# The Bad Days
The Bad Days war eine 2001 gegründete Rockband aus Kiel, die sich 2011 auflöste.

## Bandgeschichte
Die Band produzierte trotz zahlreicher Sampler-Beiträgen auf verschiedenen Labels nur zwei Studio-Alben, von denen das zweite, Eat my Luck, 2008 auf dem Label Nicotine Records erschien.
Im Jahr 2006 erschien ihr Song "Addicted to Rock'n'Roll" auf dem Guns-N’-Roses-Tribute-Sampler "Sons of Guns" des Classic Rock Magazine in Großbritannien. Außerdem nahm die Band an einem Tribute-Konzert zu Ehren des verstorbenen The-Bates-Sängers Markus Zimmer teil, aus dem die CD-Box "A Tribute to Zimbl" mit Song-Beiträgen von Bela B., Yeti Girls, Project Pitchfork und anderen entstand. Die Bühne teilten sich The Bad Days u. a. mit The BossHoss, Peter Pan Speedrock, New Bomb Turks, The Peepshows, Adam West, Jaya the Cat, Diamond Dogs, The Bones und The Generators.
Im Jahr 2010 begleiteten die Bad Days die schwedische Band Psychopunch auf ihrer "The Last Goodbye"-Tour, bevor sie im April 2011 ihre Trennung bekannt gaben.
Leif Altenburg spielt seit 2010 bei der Kieler Punkband Affenmesserkampf. König Tresen ist gemeinsam mit Bela B. als dessen dunkles Alter-Ego im Musikvideo zu Erik Cohens Song "Malaria" vom Album "True Blue" (2023) zu sehen.

## Diskografie

### Alben
- 2005: Bottle up (CD)
- 2008: Eat My Luck (CD/LP, Nicotine Records)

### Samplerbeiträge
- 2005: Millenium Madness VOL.4 (Vitaminepillen Rec.)
- 2005: The Finest Noise 15 (Noisy Neighbours)
- 2006: Sons of Guns (Classic Rock, UK)
- 2006: A Tribute to Zimbl (Danse Macabre/Alive)